# Chibchanomys
Chibchanomys és un gènere de rosegador de la família dels cricètids. Les dues espècies d'aquest grup són oriündes de Sud-amèrica. Igual que la resta d'ictiominis, presenten adaptacions a un estil de vida aquàtic. Tenen una llargada de cap a gropa d'11-13 cm, sense comptar la cua, que té més o menys la mateixa llargada. El seu hàbitat natural són els boscos de muntanya.